# Scharnhorst (1936)
Scharnhorst – niemiecki pancernik z okresu II wojny światowej, typu Scharnhorst, nazwany imieniem pruskiego generała i reformatora armii Gerharda J.D. von Scharnhorsta (1755-1813). Nazwę tę wcześniej nosił krążownik pancerny „Scharnhorst” z I wojny światowej – okręt flagowy ostatniego dowódcy tzw. Ostasiengeschwader – wiceadmirała Maximiliana von Spee (1861–1914).

## Historia
Zwodowanie przez Francuzów dwóch szybkich okrętów typu Strassbourg zdezaktualizowało założenia, które posłużyły podczas konstruowaniu Panzerschiff (okrętów pancernych, popularnie nazywanych pancernikami kieszonkowymi) typu Deutschland (silniej uzbrojone od krążowników ciężkich, szybsze od pancerników). Dlatego Niemcy zrezygnowali z budowy czwartego i piątego okrętu tej klasy, na rzecz większych i silniej uzbrojonych jednostek o dużej prędkości, które mogłyby skutecznie rywalizować z nowymi okrętami francuskimi. Rezultatem były Scharnhorst i Gneisenau, szybsze i silniej opancerzone niż Dunkerque, jednak o stosunkowo słabej artylerii głównej. Uzbrojenie to było przedmiotem spornej dyskusji w marynarce niemieckiej. Część oficerów uważała, że powinno zastosować działa o większym kalibrze niż francuskie działa 330 mm-350 lub nawet 380 mm. Inni wypowiadali się za sprawdzonymi działami 283 mm. Ostatecznie zaważyła decyzja polityczna, gdyż przypuszczano, że zastosowanie większego kalibru zaniepokoiłoby Brytyjczyków, z którymi negocjowano właśnie umowę morską. Z tego samego powodu podano fałszywą wyporność okrętu.
Utrzymano oddzielną artylerię przeciwlotniczą i przeciw niszczycielom. Zastosowano wysokiciśnieniowe kotły i turbiny parowe. System opancerzenia został przejęty z krążowników liniowych typu Ersatz York z czasów I wojny światowej. Przy budowie wykorzystano nową stal pancerną, przystosowaną do spawania. W sumie pancerz stanowił 40 procent wyporności. Ważył on najwięcej, bo 14.285 ton, kadłub i nadbudówki 8355 ton, uzbrojenie 5203 ton, a zespół napędowy 2619 ton. Stępkę pod Scharnhorsta położono 15.06.1935, a wodowano go 3 października 1936 w stoczni Kriegsmarine Werft w Wilhelmshaven. Okręt wszedł do służby 7.01.1939. Po ćwiczeniach na Bałtyku skierowano go do stoczni w celu dokonania poprawek konstrukcyjnych. Przez lipiec i sierpień zmieniono m.in. kształt dziobu. „Scharnhorst” i bliźniaczy „Gneisenau” były pierwszymi okrętami Kriegsmarine, których budowa nie była skrępowana ograniczeniami traktatu wersalskiego. Chociaż opancerzenie dorównywało pancernikom tego okresu i tak był klasyfikowany przez Niemców, Brytyjczycy zaliczali go do krążowników liniowych, co czasami jest powtarzane w literaturze. Powodem tego było stosunkowo słabe jak na pancernik uzbrojenie. Niemcy zamierzali zwiększyć siłę ognia poprzez zastąpienie wież z potrójnymi działami kalibru 280 mm wieżami z podwójnymi działami kalibru 380 mm, lecz potrwałoby to za długo, więc modernizacje odrzucono. Przeznaczone pierwotnie dla „Scharnhorsta” działa znalazły się ostatecznie na pokładzie pancernika Bismarck.
Wojna wybuchła, zanim prace nad poprawkami zakończyły się. Na pierwszą misję „Scharnhorst” został wysłany pod koniec listopada na południe od Islandii. Wraz z „Gneisenau” miał atakować jednostki brytyjskie. W czasie tej akcji okręty zatopiły krążownik pomocniczy HMS „Rawalpindi”.

### Operacja Nordmark
W lutym 1940 r. wraz z „Gneisenau”, ciężkim krążownikiem „Admiral Hipper” i niszczycielami „Wolfgang Zenker”, „Wilhelm Heidkamp” oraz „Karl Galster” został wysłany, by atakować konwoje brytyjskie między Bergen a Wielką Brytanią. Operacja ta nie przyniosła zamierzonego efektu, gdyż żaden statek nie został posłany na dno (jedynie U-Bootom udało się zatopić 12 statków handlowych o łącznym tonażu 38.000 BRT i niszczyciel HMS „Daring”).

### Operacja Weserübung
Podczas inwazji na Norwegię „Scharnhorst” i „Gneisenau” należały do Grupy 1, która miała dostarczyć żołnierzy do Narwiku. Stoczyły walkę z brytyjskim krążownikiem liniowym HMS „Renown”, podczas którego „Gneisenau” został uszkodzony.

### Operacja Juno
Podczas tej operacji „Scharnhorst”, „Gneisenau” i niszczyciele „Karl Galster”, „Hans Lody”, „Erich Steinbrinck”, „Hermann Schoemann” napotkały 8 czerwca 1940 r. lotniskowiec HMS „Glorious” wraz z niszczycielami HMS „Ardent” i „Acasta”. Wszystkie brytyjskie okręty zostały zatopione, lecz „Acasta” uszkodziła torpedą „Scharnhorsta”, powodując śmierć 48 członków załogi.

### Operacja Berlin
28 grudnia 1940 „Scharnhorst” i „Gneisenau” podjęły próbę przedostania się na Atlantyk, lecz sztorm uszkodził „Gneisenau” i okręty zawróciły. Dopiero 3 lutego przepłynęły Cieśniną Duńską, a następnego dnia dotarły w rejon południowej Grenlandii. 8 lutego napotkały konwój HX-106, lecz przerwały atak, gdy dostrzeżono pancernik HMS „Ramillies”. 22 lutego zatopiły 4 brytyjskie statki handlowe. Dzięki słabej aktywności lotnictwa, okrętom udało się unikać spotkań z Royal Navy. Pomiędzy 7 a 9 marca atakowały konwój SL-67, przerywając akcję dopiero wtedy, gdy dostrzeżono pancernik HMS „Malaya”. 16 marca zostało zatopionych 13 statków, w tym 4 przez „Scharnhorsta”. Była to ostatnia akcja okrętów przed wpłynięciem do portu w Breście 22 marca. Podczas tej operacji zostały zatopione 22 statki o łącznym tonażu 115.600 BRT, w tym 8 o tonażu 49.300 BRT przez „Scharnhorsta”.

### Operacja Cerberus
Podczas pobytu w Breście okręt był celem ataków lotnictwa brytyjskiego RAF, w wyniku czego aż do końca 1941 r. znajdował się w porcie. W dniach od 11 do 13 lutego 1942 „Scharnhorst”, „Gneisenau” i „Prinz Eugen” przedarły się przez kanał La Manche do Niemiec (operacja Cerberus). „Scharnhorst” dwa razy został uszkodzony bliskim wybuchem miny i udał się do Wilhelmshaven na naprawę, gdzie pozostał przez następne 8 miesięcy.

### Operacja Sizilien
Rajd na Spitsbergen przeprowadzony wraz z „Tirpitzem” i 9 niszczycielami 6–9 września 1943 r.

### Operacja Ostfront

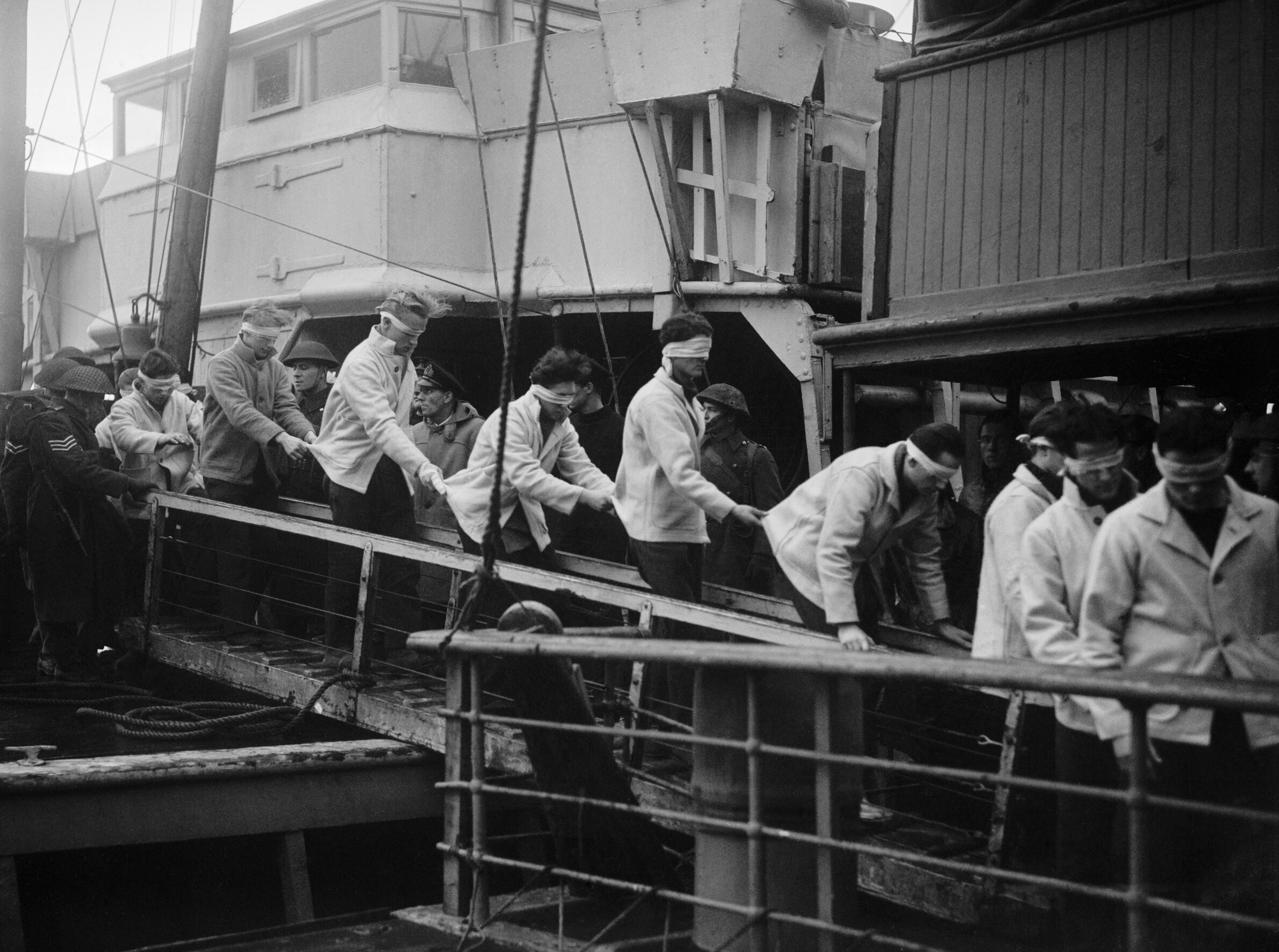
Rozbitkowie z „Scharnhorsta” podczas schodzenia w porcie w Scapa Flow, 2 stycznia 1944

25 grudnia 1943 r. „Scharnhorst” i kilka niszczycieli, pod dowództwem kontradmirała Ericha Beya, wyruszyły w rejon północnej Norwegii w celu zaatakowania konwojów JW 55B i RA 55A. Rozkaz wypłynięcia został jednak przechwycony przez Brytyjczyków. Następnego dnia, z powodu złej pogody Bey wysłał niszczyciele na południe, pozostawiając „Scharnhorsta” samego. Dwie godziny później, o 9:30 natknął się na krążowniki HMS „Belfast”, „Norfolk” i „Sheffield”. Po krótkiej wymianie salw został zniszczony radar „Scharnhorsta”, przez co okręt nie był w stanie oddawać celnych strzałów w stronę odległych o 12 km krążowników. Bey wydał rozkaz płynięcia na północ, jednak koło godziny 12 zawrócił na południe. Liczył, że uda się bezpiecznie uciec do Norwegii. Z powodu braku radaru i bardzo złej pogody nie wiedział, że przez cały czas jest śledzony przez brytyjskie okręty i płynie w pułapkę. O 16:47 eskorta konwoju, w skład której wchodził m.in. pancernik HMS „Duke of York”, rozpoczęła ostrzał. Mimo zniszczeń, udało się „Scharnhorstowi” zwiększyć odległość od okrętów brytyjskich, lecz o 18:20 salwa z „Duke of York” trafiła w maszynownię, co przypieczętowało los okrętu. Krążownik HMS „Jamaica” i niszczyciele HMS „Musketeer”, „Matchless”, „Opportune” oraz „Virago” zbliżyły się i odpaliły torpedy. Po serii wybuchów, „Scharnhorst” zatonął 26 grudnia o godzinie 19:45 na 72°16′N i 28°41′E. Z 1968 członków załogi zginęło 1932, w tym kontradmirał Erich Bey i dowódca okrętu komandor Fritz Hintze. 30 ludzi zostało uratowanych przez HMS „Scorpion” i 6 przez „Virago”. Powodem zaniechania dalszej akcji ratunkowej i pozostawienia niemieckich marynarzy w wodzie było niebezpieczeństwo storpedowania przez U-Booty.

## Dowódcy
- Kapitän zur See Otto Ciliax (7 stycznia 1939 – 23 września 1939)
- Kapitän zur See Kurt Cäsar Hoffmann (24 września 1939 – 31 marca 1942)
- Kapitän zur See Friedrich Hüffmaier (1 kwietnia 1943 – 13 października 1943)
- Kapitän zur See Fritz Hinze (14 października 1943 – 26 grudnia 1943)

Opancerzenie:
- pas burtowy: 150–350 mm
- wewnętrzny pokład pancerny: 50–95 mm
- wieże i maski dział artylerii głównej: 358 mm od przodu, 190,5 mm boki